# Marie Schmolková
Marie Schmolková (neix Eisnerová, * 23. Juny de 1893 a Praga ; † 27. Març de 1940 a Londres) era una treballadora social jueva txecoslovaca, sionista convençuda i presidenta del Comitè Nacional de Coordinació de Refugiats a Txecoslovàquia. Als anys 30, va ajudar a salvar milers de refugiats principalment jueus de la persecució dels nazis. El juliol del 1938 va ser l'única delegada de Txecoslovàquia a assistir a la Conferència d'Evian sobre els refugiats jueus. Amb l'ajut de Nicholas Winton, va organitzar l'acció humanetària per salvar infants, sobretot jueus, l'anomenat " Kindertransporte " a Gran Bretanya.

## La vida
Marie Schmolková va néixer a Praga com la menor de la família jueva assimilada. Els seus pares, Hynek i Julie Eisner, tenien un negoci tèxtil. Va assistir a un institut per a noies a Praga; una de les seves mestres era la coneguda escriptora Gabriela Preissová. Marie no va realitzar cap formació addicional, presumiblement per motius econòmics, però el 1916 va assistir a conferències a la Universitat Carolina de Praga. Va ajudar en el negoci dels seus pares i més tard va treballar en un petit banc, on va arribar al lloc de subdirectora. Els Eisner no eren molt religiosos. A casa parlaven txec, però també dominaven l'alemany. Marie també va aprendre molt bé el francès i l'anglès. El 1923 es va casar amb Leopold Schmolka (1868-1928), un conegut i ric advocat de Praga. Després de cinc anys de matrimoni, Leopold va morir. El matrimoni va romandre sense fills.
Després de la mort del seu marit, Marie Schmolková va fer un viatge pel Pròxim Orient i va visitar Egipte, Síria i Palestina. Sota la impressió d'aquest viatge, es va unir al moviment sionista i a l'Organització Sionista Internacional de Dones (WIZO) de Praga, on aviat va assumir una posició de lideratge. Era una socialdemòcrata ferma, era activa políticament i es dedicava al treball social. També va ser membre de l'òrgan de govern del partit jueu (Židovská strana) de Txecoslovàquia.

## Ajuda als refugiats jueus

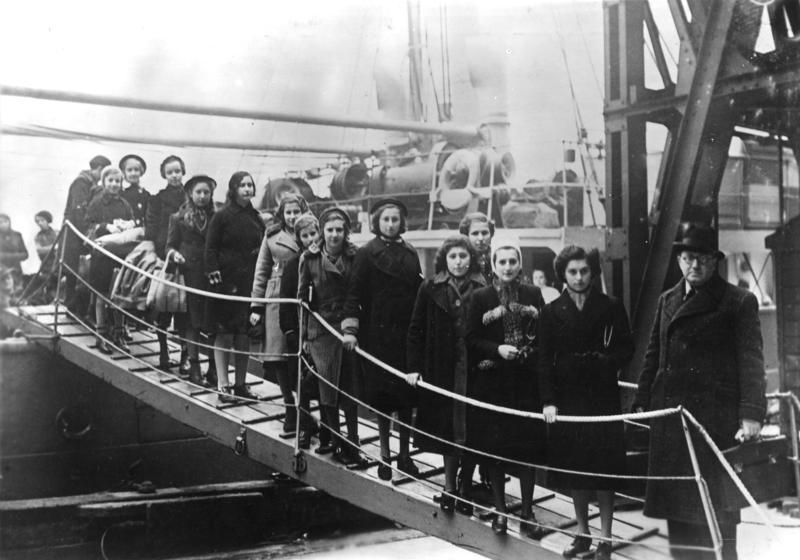
Arribada de refugiats jueus a Londres, febrer de 1939.

Després que Hitler arribés al poder el 1933, Marie Schmolková va organitzar ajudes per als refugiats que buscaven protecció contra el règim nacionalsocialista a Txecoslovàquia. Va presidir el Comitè Nacional de Coordinació de Refugiats (Národní koordinační výbor pro uprchlíky), on va treballar amb Milena Jesenská i Max Brod. Schmolková va negociar amb les autoritats nacionals i estrangeres, va obtenir visats i va intentar trobar habitatge i feina per als refugiats. També va representar el comitè de coordinació a nivell internacional.
Es va convertir en representant de les organitzacions d'ajuda jueva Jewish Colonization Association (HICEM) i Comitè Jueu Americà de Distribució Conjunta (AJDC) i va participar al comitè d'ajuda de B'nai B'rith a Praga. Com a representant del seu país, va participar en les reunions de la Lliga Internacional de Dones per la Pau i la Llibertat. Va ser l'única representant txecoslovaca a la comissió de refugiats de la Societat de Nacions en aquell moment. Com a delegada txecoslovaca, va participar en la Conferència Évian el juliol de 1938. Aquí va haver d'experimentar que els països del món lliure de l'època es negaven a acceptar refugiats jueus de l'Alemanya nacionalsocialista. Les víctimes del règim hitlerià eren sovint anomenades agents i propagandistes del nacionalsocialisme o refugiats econòmics.

Després de l'annexió d'Àustria i l'cessió dels Sudets al Tercer Reich l'octubre de 1938, la crisi dels refugiats es va intensificar. Més de cent mil refugiats jueus principalment alemanys i opositors al règim nacionalsocialista van arribar al centre txecoslovac desocupat. El país va quedar desbordat i també hi va haver una forta resistència contra els alemanys entre la població txeca. Schmolková va visitar les zones on es concentraven els refugiats, va recollir material per provocar l'opinió pública i va escriure apel·lacions als ambaixadors estrangers a Praga i a les organitzacions jueves a l'estranger.
| «                       | Aquesta dona coneix personalment a tothom que ha passat la frontera en els darrers cinc anys. Coneix els seus destins, coneix els seus perills. Enmig de la riuada d'aquests destins, és com si el seu no existís. Es mou constantment entre la vida i la mort, entre les autoritats de Londres, París i Praga ... No veu gairebé res més que la desesperança i, després d'un esforç terrible, aconsegueix despertar una mica d'esperança. Però està tan meravellosament tranquil·la com ho són els creients. | » |
| — Milena Jesenská, 1938 | |   |

Cap país no estava preparat per ajudar els refugiats jueus. Finalment, el Regne Unit es va oferir a acollir nens menors de 17 anys. Marie Schmolková i el seu equip van treballar estretament amb ajudants britànics als refugiats, sobretot Doreen Warriner, representant del Comitè Britànic per als Refugiats de Txecoslovàquia (BCRC). El desembre de 1938 va convidar Nicholas Winton a Praga. Doreen Warriner li havia demanat que organitzés l'emigració de nens jueus. Schmolková no tenia cap dubte que Alemanya aviat ocuparia tota Txecoslovàquia. En una carrera contra el temps, ella i el seu equip van intentar de facilitar la sortida de tants nens com possible. Aquest "Kindertransport txec" va aconseguir salvar de l'Holocaust un total de 669 nens txecoslovacs d'origen jueu. Aquests nens eren sovint els únics de les seves famílies a sobreviure a la guerra.
El dia 16 de març de 1939, un dia després de l'ocupació del país, Schmolková i el seu personal van ser arrestats per la Gestapo pel comitè de refugiats. Va passar dos mesos a la presó de Pankrác de Praga, on, tot i ser diabètica, va haver de sotmetre's a entre sis i vuit hores d'interrogatori. Calien les protestes de l'ambaixada nord-americana, de diversos polítics txecs i de l'activista pels drets de les dones Františka Plamínková perquè estigui posada en llibertat el 18 de maig de 1939.
L'agost de 1939, Adolf Eichmann, cap de l'Oficina Central per a l'Emigració Jueva de Praga, va enviar Marie Schmolková a París com a membre d'una delegació jueva per accelerar l'emigració jueva en negociacions amb l'AJDC. En aquell moment, "emigració" encara significava expulsió a l'estranger, més tard només significava deportació a un camp de concentració. Durant la seva estada a París va esclatar la Segona Guerra Mundial. Es va traslladar a Londres el 1939 des d'on va continuar els seus esforços per ajudar els refugiats.

## Mort
Sis mesos després, Marie Schmolková va morir d'un atac de cor a Londres. Els principals representants del govern txecoslovac a l'exili i coneguts sionistes es van reunir al seu servei funerari al Golders Green Crematorium de Londres. El discurs fúnebre el va pronunciar el ministre d'Exteriors txecoslovac a l'exili, Jan Masaryk: “Déu mana, Mařenka, confiï en nosaltres. Serem unànimes, ens estimarem, guanyarem i la portarem a casa. Fins aleshores, descansi, i que el vostre esperit ens ajudi en el nostre sant treball comú per la pau, la decència i la llibertat. “ El govern txecoslovac mai va complir aquesta promesa.
Després de la guerra, Marie Schmolková va quedar completament oblidada. Ni tan sols té una tomba. Els registres indiquen que les seves cendres van ser "emportades pel funerari".

## Commemoració

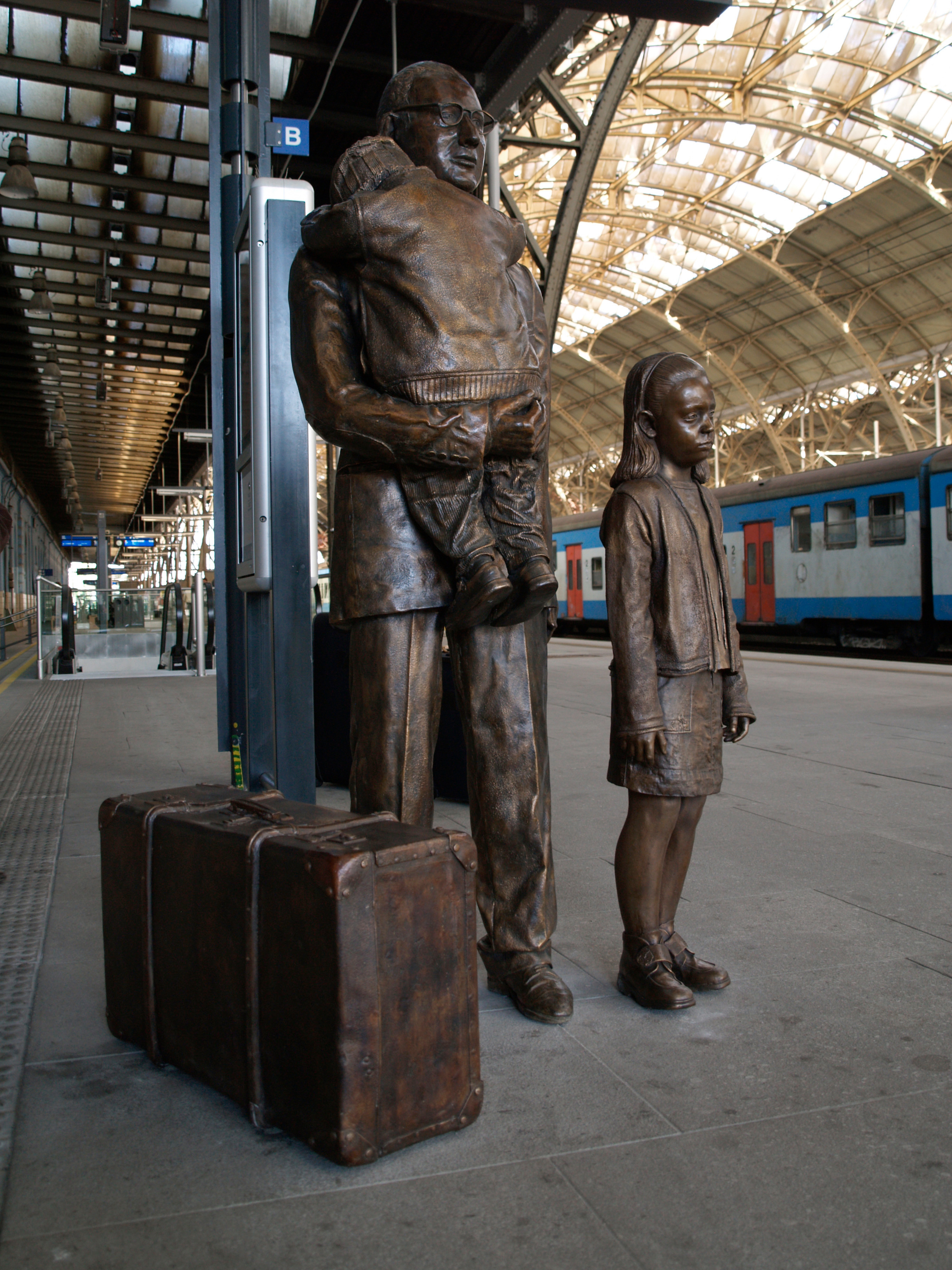
Monument a Nicholas Winton a l'estació central de Praga

El grup d'exiliats txecoslovacs de WIZO es posà el nom de Societat Marie Schmolka en honor seu i va publicar un fulletó commemoratiu el 1944.
L'octubre de 2018, els historiadors Martin Šmok i Anna Hájková van fundar l'associació Společnost Marie Schmolkové - The Marie Schmolka Society a Praga. El seu objectiu és donar a conèixer a Marie Schmolková i fer campanyes per establir memorials a Londres i Praga. Tallers anuals i un premi Marie Schmolková al millor treball sobre dones treballadores socials durant l'Holocaust estan previstos.
Anna Hájková fa memòria: “Hem oblidat que els transports infantils eren organitzats principalment per dones, els noms dels quals ara s'han oblidat. “Inclouen Doreen Warriner i Marie Schmolková. “Ben mirat, Nicholas Winton va ser un practicant de Marie Schmolková." Anna Hájková lamenta: "Mentre Nicholas Winton és commemorat amb una estàtua a l'estació central de Praga i va rebre un dels màxims guardons estatals de la República Txeca, no hi ha cap monument commemoratiu per a Marie Schmolková. "
El 22. L'octubre de 2019, el barri Praga 1 va atorgar a Marie Schmolková la ciutadania honorària in memoriam.